# Zhang Lichang
Det här är en artikel om en person med kinesiskt personnamn; Zhang är familjenamnet.
Zhang Lichang, född 16 juli 1939, död 10 januari 2008, var en kinesisk politiker. Han var medlem i det kinesiska kommunistpartiets 16:e politbyrå och partisekreterare i Tianjin.
Zhang föddes i juli 1939 i Nanpi, Hebei. Han gick med i Kinas kommunistiska ungdomsförbund i april 1955 och började arbeta i maj 1958. Han tog sig igenom ett antal positioner i Tianjins stadsregering, innan han blev borgmästare och vicepartichef i juni 1993. Han upphöjdes till posten som Tianjins kommunistpartisekreterare i augusti 1997 och till det kinesiska kommunistpartiets politbyrå i november 2002. Han dog på grund av en sjukdom den 10 januari 2008.